# His Dark Materials (Fernsehserie)
His Dark Materials ist eine britisch-US-amerikanische Fantasyserie, die auf Philip Pullmans gleichnamiger Buchreihe basiert. Die Serie wurde in Kooperation zwischen der britischen Rundfunkanstalt BBC und dem US-amerikanischen Kabelsender HBO produziert. Die Erstausstrahlung im Vereinigten Königreich begann am 3. November 2019 und in den USA einen Tag später. Die deutschsprachige Erstausstrahlung der ersten Staffel mit acht Folgen erfolgte ab dem 25. November 2019 auf dem Pay-TV-Sender Sky Atlantic. Die Serie wurde um eine zweite Staffel mit sieben, und eine dritte und finale Staffel mit acht Folgen verlängert. Die Ausstrahlung der dritten Staffel erfolgte 2022.

## Handlung
His Dark Materials spielt in einem Multiwelten-Universum, in dem sich die Handlung von einer Welt in eine andere bewegt. Sie beginnt in einer alternativen Welt, in der sich die Seelen aller Menschen als tierische Gefährten, sogenannte Dämonen, manifestieren. Die Serie folgt dem Leben eines jungen Mädchens namens Lyra, das als Waise mit den Gelehrten des Jordan College in Oxford in einer Welt lebt, die vom Lehramt, einer religiösen und politischen Körperschaft, regiert wird. Lyra entdeckt ein gefährliches Geheimnis, an dem Lord Asriel und Marisa Coulter beteiligt sind, und ist Gegenstand einer Hexenprophezeiung, die besagt, dass sie die Welt verändern wird. Auf ihrer Suche nach einem vermissten Freund deckt Lyra auch eine Reihe von Entführungen und eine Verbindung zu einer mysteriösen Substanz namens Staub auf, die sie auf eine Reise epischen Ausmaßes und schließlich in andere Welten führt. Die Prophezeiung der Hexen verbindet Lyras Schicksal auch mit Will, einem Teenager aus unserer Welt, der von Gestalten verfolgt wird, die mit seinem verschwundenen Vater in Verbindung stehen.

## Besetzung und Synchronisation
Die deutsche Synchronisation erfolgt durch die TaunusFilm Synchron GmbH. Verantwortlich für das Dialogbuch und die Dialogregie ist Heike Kospach.
| Rolle                                                          | Schauspieler       | Bild               | Synchronsprecher     |
| -------------------------------------------------------------- | ------------------ | ------------------ | -------------------- |
| Lyra Belacqua / Lyra Listenreich (original: Lyra Silvertongue) | Dafne Keen         | Dafne Keen         | Zalina Sanchez Decke |
| Will Parry                                                     | Amir Wilson        |                    | Oliver Szerkus       |
| Marisa Coulter                                                 | Ruth Wilson        | Ruth Wilson        | Luise Helm           |
| Lord Asriel Belacqua                                           | James McAvoy       | James McAvoy       | Johannes Raspe       |
| Stelmaria, Asriels Dæmon (Stimme)                              | Helen McCrory      | Helen McCrory      |                      |
| Iorek Byrnison (Stimme)                                        | Joe Tandberg       |                    | Tommy Morgenstern    |
| The Master / Dr. Carne                                         | Clarke Peters      | Clarke Peters      | Oliver Stritzel      |
| Lee Scoresby                                                   | Lin-Manuel Miranda | Lin-Manuel Miranda | Florian Clyde        |
| Serafina Pekkala                                               | Ruta Gedmintas     | Ruta Gedmintas     |                      |
| Dr. Mary Malone                                                | Simone Kirby       |                    |                      |
| Lord Boreal                                                    | Ariyon Bakare      |                    |                      |
| John Parry / Dr. Stanislav Grumman                             | Andrew Scott       | Andrew Scott       | Marius Clarén        |
| Farder Coram                                                   | James Cosmo        | James Cosmo        | Axel Lutter          |
| John Faa                                                       | Lucian Msamati     | Lucian Msamati     | Tilo Schmitz         |
| Ma Costa                                                       | Anne-Marie Duff    | Anne-Marie Duff    |                      |
| Roger Parslow                                                  | Lewin Lloyd        |                    |                      |
| Schwester Clara                                                | Morfydd Clark      | Morfydd Clark      | Alice Bauer          |
| Iofur Raknison (Stimme)                                        | Joi Johannsson     |                    | Tobias Kluckert      |
| Kaisa (Stimme)                                                 | David Suchet       | David Suchet       | Lutz Riedel          |
| Agent Salmakia                                                 | Sian Clifford      |                    |                      |
| Commander Roke                                                 | Jonathan Aris      |                    |                      |
| Elaine Parry                                                   | Nina Sosanya       |                    | Katharina Spiering   |
| Angelica (Kind in Cittàgazze)                                  | Bella Ramsey       | Bella_Ramsey       |                      |
| Paola (Kind in Cittàgazze)                                     | Ella Schrey-Yeats  |                    | Johanna Schmoll      |
| Ruta Skadi                                                     | Jade Anouka        |                    | Vera Teltz           |

## Episodenliste

### Staffel 1
| Nr. (ges.) | Nr. (St.) | Deutscher Titel      | Originaltitel          | Erstausstrahlung UK | Deutschsprachige Erstausstrahlung (D) | Regie          | Drehbuch    | Zuschauer (UK) |
| ---------- | --------- | -------------------- | ---------------------- | ------------------- | ------------------------------------- | -------------- | ----------- | -------------- |
| 1          | 1         | Lyras Jordan         | Lyra’s Jordan          | 3. Nov. 2019        | 25. Nov. 2019                         | Tom Hooper     | Jack Thorne | 9,72 Mio.      |
| 2          | 2         | Der Norden           | The Idea of North      | 10. Nov. 2019       | 2. Dez. 2019                          | Tom Hooper     | Jack Thorne | 7,71 Mio.      |
| 3          | 3         | Die Spione           | The Spies              | 17. Nov. 2019       | 9. Dez. 2019                          | Dawn Shadforth | Jack Thorne | 7,22 Mio.      |
| 4          | 4         | Die Rüstung          | Armour                 | 24. Nov. 2019       | 16. Dez. 2019                         | Otto Bathurst  | Jack Thorne | 6,88 Mio.      |
| 5          | 5         | Der verlorene Junge  | The Lost Boy           | 1. Dez. 2019        | 23. Dez. 2019                         | Otto Bathurst  | Jack Thorne | 6,69 Mio.      |
| 6          | 6         | Die Daemonenkäfige   | The Daemon-Cages       | 8. Dez. 2019        | 30. Dez. 2019                         | Euros Lyn      | Jack Thorne | 6,36 Mio.      |
| 7          | 7         | Auf Messers Schneide | The Fight to the Death | 15. Dez. 2019       | 6. Jan. 2020                          | Jamie Childs   | Jack Thorne | 6,07 Mio.      |
| 8          | 8         | Verrat               | Betrayal               | 22. Dez. 2019       | 13. Jan. 2020                         | Jamie Childs   | Jack Thorne | 5,87 Mio.      |

### Staffel 2
| Nr. (ges.) | Nr. (St.) | Deutscher Titel           | Originaltitel       | Erstausstrahlung UK | Deutschsprachige Erstausstrahlung (D) | Regie         | Drehbuch                         | Zuschauer (UK) |
| ---------- | --------- | ------------------------- | ------------------- | ------------------- | ------------------------------------- | ------------- | -------------------------------- | -------------- |
| 9          | 1         | Eine Welt der Kinder      | The City of Magpies | 8. Nov. 2020        | 21. Dez. 2020                         | Jamie Childs  | Jack Thorne                      | 5,66 Mio.      |
| 10         | 2         | Lichtgestalten            | The Cave            | 15. Nov. 2020       | 21. Dez. 2020                         | Jamie Childs  | Jack Thorne & Francesca Gardiner | 5,03 Mio.      |
| 11         | 3         | Der Diebstahl             | Theft               | 22. Nov. 2020       | 28. Dez. 2020                         | Leanne Welham | Jack Thorne & Sarah Quintrell    | 4,72 Mio.      |
| 12         | 4         | Der Turm der Engel        | Tower of the Angels | 29. Nov. 2020       | 28. Dez. 2020                         | Leanne Welham | Jack Thorne & Namsi Khan         | 4,75 Mio.      |
| 13         | 5         | Der sprechende Bildschirm | The Scholar         | 6. Dez. 2020        | 4. Jan. 2021                          | Leanne Welham | Francesca Gardiner               | 4,84 Mio.      |
| 14         | 6         | Die Alamoschlucht         | Malice              | 13. Dez. 2020       | 4. Jan. 2021                          | Jamie Childs  | Jack Thorne & Lydia Adetunji     | 4,78 Mio.      |
| 15         | 7         | Das magische Messer       | Æsahættr            | 20. Dez. 2020       | 11. Jan. 2021                         | Jamie Childs  | Jack Thorne                      | 4,70 Mio.      |

### Staffel 3
| Nr. (ges.) | Nr. (St.) | Deutscher Titel            | Originaltitel         | Erstausstrahlung USA | Deutschsprachige Erstausstrahlung (D) | Regie             | Drehbuch                     | Zuschauer (UK) |
| ---------- | --------- | -------------------------- | --------------------- | -------------------- | ------------------------------------- | ----------------- | ---------------------------- | -------------- |
| 16         | 1         | Die verzauberte Schläferin | The Enchanted Sleeper | 5. Dez. 2022         | 3. März 2023                          | Amit Gupta        | Jack Thorne & Amelia Spencer | 4,599 Mio.     |
| 17         | 2         | Zerbrochen                 | The Break             | 5. Dez. 2022         | 3. März 2023                          | Amit Gupta        | Jack Thorne & Amelia Spencer | –              |
| 18         | 3         | Der Intentionsgleiter      | The Intention Craft   | 12. Dez. 2022        | 10. März 2023                         | Charles Martin    | Jack Thorne                  | 3,338 Mio.     |
| 19         | 4         | Lyra und ihr Tod           | Lyra and Her Death    | 12. Dez. 2022        | 10. März 2023                         | Charles Martin    | Jack Thorne                  | 3,308 Mio.     |
| 20         | 5         | Kein Ausweg                | No Way Out            | 19. Dez. 2022        | 17. März 2023                         | Weronika Tofilska | Amelia Spencer               | 3,028 Mio.     |
| 21         | 6         | Der Abgrund                | The Abyss             | 19. Dez. 2022        | 17. März 2023                         | Amit Gupta        | Francesca Gardiner           | 2,932 Mio.     |
| 22         | 7         | Der Wolkenberg             | The Clouded Mountain  | 26. Dez. 2022        | 24. März 2023                         | Amit Gupta        | Francesca Gardiner           | 3,002 Mio.     |
| 23         | 8         | Der Botanische Garten      | The Botanic Garden    | 26. Dez. 2022        | 24. März 2023                         | Harry Wootliff    | Francesca Gardiner           | 2,895 Mio.     |

## Entstehungsgeschichte

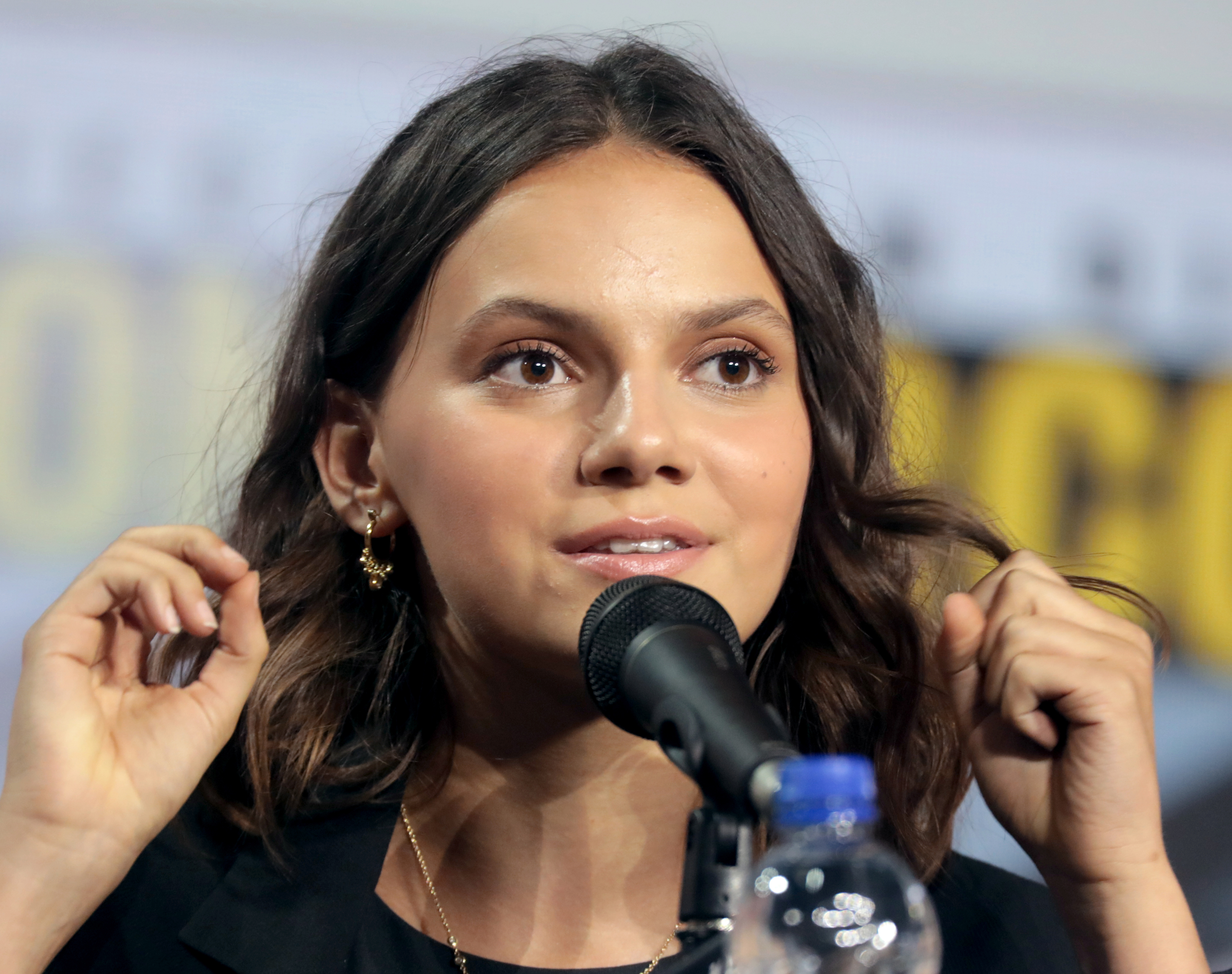
Hauptdarstellerin Dafne Keen auf der Comic-Con 2019

His Dark Materials ist eine dreiteilige Buchreihe, die von Philip Pullman zwischen 1995 und 2000 veröffentlicht wurde. Im Jahr 2007 erschien von New Line Cinema zum ersten Buch der Reihe unter dem Titel Der Goldene Kompass ein Film, der unfortgesetzt blieb, sodass die Filmrechte an Pullman zurückgingen. Schließlich kündigte BBC One eine Fernsehadaption von His Dark Materials an, die von Bad Wolf mit New Line Cinema produziert wird. Es wurde ursprünglich angedacht, dass die achtteilige Adaption bereits im Jahr 2017 erscheint. Pullman meinte jedoch in diesem Jahr, dass sich die Serie noch in der Vorproduktion befindet und dass es ihm wichtig sei, dass die Adaption nah an seinen Werken bleibt. Im September 2018 wurde bekanntgegeben, dass sich HBO der Serienproduktion anschließt und für die Veröffentlichung der Serie außerhalb Großbritanniens verantwortlich ist.
Am 11. September 2018 wurde rund ein Jahr vor der Veröffentlichung der ersten Staffel His Dark Materials um eine zweite Staffel verlängert. Am 24. Februar 2019 wurde bekannt gegeben, dass die erste Staffel Ende 2019 veröffentlicht werden soll.
Als Regisseur wurde am 8. März 2018 Tom Hooper bekanntgegeben. Am selben Tag wurde auch bekanntgegeben, dass die Protagonistin Lyra Belacqua von Dafne Keen verkörpert wird. Im folgenden Monat wurden mit Ruth Wilson und James McAvoy Marisa Coulter und Lord Asriel besetzt.
Auf der San Diego Comic Con im Juli 2019 wurde der erste Trailer zur Serie veröffentlicht.

### Musik
Am 14. August 2019 wurde bekannt gegeben, dass Lorne Balfe für die Vertonung der Serie engagiert wurde. Balfe sagte über den Auftrag, dass er „einen musikalischen Brief an die Macher der Serie schreiben wollte“ und erwähnte auch, dass die Serie eine „Mammutaufgabe“ und eines seiner bisher größten Projekte sei. Die Musik der Serie wurde in Los Angeles, Kuba, Wien (Synchron Stage Vienna) sowie in der St David’s Hall in Cardiff, Wales eingespielt. Der ethnisch-bulgarische Chor wurde in Bulgarien aufgenommen. Weitere Mitwirkende sind die Cellistin Tina Guo, der Schlagzeuger der Red Hot Chili Peppers, Chad Smith, die klassische Hornistin Sarah Willis, die Geigerin Lindsey Stirling und der Tontechniker Richard Harvey.